# Visor om slutet
Visor om slutet (în românește Cântece despre sfârșit) este primul EP al formației Finntroll. Este ultimul album cu Somnium și primul cu Tapio Wilska. Albumul este dedicat lui Somnium; acesta murise în data de 16 martie 2003 în urma unui accident cauzat de consumul de alcool.
Acest EP este complet acustic, unele dintre instrumentele folosite fiind neobișnuite: kazoo, drâmbă, carne tocată, fierăstrău, tobe Bodhran, tobe Bongo, tobe Djembe, lăzi de bere. E interesant de menționat faptul că melodia "Madon laulu" este unica melodie din repertoriul formației cântată în finlandeză.

## Lista pieselor
1. "Suohengen sija" (Locul spiritului mlaștinii) - 02:58
2. "Asfågelns död" (Moartea vulturului) - 03:47
3. "Försvinn du som lyser" (Dispari, tu care strălucești) - 02:38
4. "Veripuu" (Copac însângerat) - 01:16
5. "Under varje rot och sten" (Sub fiecare rădăcină și piatră) - 03:17
6. "När allt blir is" (Când totul se transformă în gheață) - 02:37
7. "Den sista runans dans" (Dansul ultimei rune) - 03:44
8. "Rov" (Pradă) - 02:05
9. "Madon laulu" (Cântecul viermelui) - 04:01
10. "Svart djup" (Prăpastie întunecată) - 03:57
11. "Avgrunden öppnas" (Abisul se deschide) - 02:20

## Personal
- Tapio Wilska - vocal
- Somnium - chitară
- Skrymer - chitară
- Trollhorn - sintetizator
- Tundra - chitară bas
- Beast Dominator - baterie
- Katla - vocal (sesiune)